# Personaggi di Dragon Quest: The Adventure of Dai

I personaggi nella seconda serie anime. Al centro è presente Dai e attorno a lui, in senso orario, Popp, Maam, Hyunckel e Leona.

Questa è la lista dei personaggi di Dragon Quest: The Adventure of Dai, manga scritto da Riku Sanjo e disegnato da Kōji Inada e trasposto successivamente in due anime da Toei Animation.

## Personaggi principali

### Dai

Lo stemma del drago

Dai (ダイ? Tom nell'edizione italiana dell'anime del 1991)
Doppiato da: Toshiko Fujita (serie 1991 e Jump Force), Atsumi Tanezaki (serie 2020) (ed. giapponese), Patrizio Prata (serie 1991) (ed. italiana)
È figlio del leggendario Cavaliere del Drago Baran e della principessa Soala di Alkeed. Per via di eventi tragici è divenuto un orfano ed è stato trovato da un mostro di nome Brass, che lui chiamerà nonno, e vive con lui in armonia insieme a tanti mostri pacifici su un'isola in mezzo all'oceano popolata solo da mostri e a cui gli esseri umani, per paura verso gli stessi, non si avvicinano mai. Quando inizia la guerra tra l'umanità e l'esercito del Grande Satana decide di diventare un prode guerriero in difesa della pace del mondo e viene quindi addestrato, insieme al mago fifone Popp, da un grande maestro, istruttore di prodi per professione, Avan the Genial III.
Ma l'addestramento durerà solo tre giorni, causa la prematura dipartita (apparente) del maestro Avan in conseguenza dello scontro violento tra lui e il comandante dell'esercito nemico, evento che segnerà profondamente i nostri giovani eroi. Comunque in quei tre giorni intensi Dai impara molto dal suo maestro mettendosi già in condizioni di poter affrontare la sua grande avventura. Soprattutto ad aiutare il giovane c'è il potentissimo e misterioso (in un primo momento almeno) potere di cui è dotato.
Infatti in quanto figlio del Cavaliere del Drago possiede il potere del drago, che si manifesta quando è colmo di collera e sulla sua fronte compare uno stemma luminoso a forma di testa di drago stilizzata. E in seguito imparerà anche a controllarlo e richiamarlo a piacimento. In quello stato il suo potere cresce enormemente, tanto che il suo corpo diviene pressoché immune ad ogni magia e più resistente dell'acciaio, oltre a dotarlo di una potenza fisica immensa e incrementare a dismisura le sue capacità magiche. Un'altra potente facoltà peculiare solo di questa categoria di guerrieri di cui Dai fa parte è quella di poter usare la cosiddetta "spada magica", cioè utilizzare all'unisono la magia e la spada, in pratica abbinare le formule magiche all'uso delle armi moltiplicandone così grandemente l'efficacia.
Hyunckel dice che se qualcuno sa fare questo significa che non appartiene alla razza umana. Man mano che accresce il suo potere durante il suo viaggio Dai completa anche l'apprendimento delle tecniche di spada di Avan e perfeziona il temuto Avan Strash (Folgore di Avan nell'adattamento italiano della prima serie anime), imparando tutte e tre le tecniche che, fuse in una, lo compongono. Dai è l'unico nella storia ad essere nato come cavaliere del drago mezzosangue, poiché il cavaliere del drago puro, suo padre Baran, è stato il primo della sua specie ad aver avuto un figlio. La sua condizione di mezzosangue gli conferisce una peculiarità unica: è l'unico che sia mai stato in grado di spostare lo stemma del drago dalla fronte ad altre parti del corpo. Il suo stemma può spostarsi quindi sul pugno destro, cosicché i suoi colpi fisici siano molto più potenti perché la fonte del suo potere è posta quasi direttamente sul punto di impatto e riesce così a concentrare in quel punto una quantità di energia notevolmente superiore, ed è con questo sistema che riesce persino a infliggere danni a suo padre nella potentissima forma del Dragonoide (in originale Ryumajin). Alla morte di questi, molto successiva al loro scontro, quando era ormai passato dalla parte del figlio e anzi arriva a sacrificare la sua vita proprio per salvare lui dall'esplosione di un nucleo oscuro, questi gli dona, probabilmente inconsciamente, il suo stemma, del tutto similmente a come avviene tra il cavaliere del drago morente e il nuovo nascituro portato in grembo dal Drago Sacra Madre, e così Dai, che stringeva le mani del padre tra le sue nel momento della sua dipartita, entra in contatto attraverso le stesse mani con il suo spirito e la sua energia che gli si trasmette, e ottiene così ben due stemmi del drago, quello del padre va dunque a collocarsi sul dorso dell'altra mano, la sinistra, speculare al suo.
Il suo potere in questo modo si accresce enormemente facendolo diventare un guerriero dal potenziale imprevedibile, e diviene anche in grado di padroneggiare la potentissima formula d'attacco Doruora usata fino a quel momento solo dal padre e solo nella forma combattiva estrema del Dragonoide, senza la quale un cavaliere del drago normale usandola si ritroverebbe le mani completamente distrutte. Oltre a questo riesce anch'esso ad ottenere la possibilità di trasformarsi in qualcosa di simile al Dragonoide, ma molto più umano rispetto al padre, che lo rende ancora più potente. A detta di Vearn inoltre, quel che è più temibile di un Cavaliere del Drago non sono tanto la forza o le magie potentissime che può scagliare, ma la "memoria genetica di battaglia" che essi si tramandano da una generazione all'altra. Infatti attraverso lo stemma del drago un cavaliere del drago acquisisce tutta l'esperienza di combattimento, tutte le abilità e le tecniche di tutti i suoi predecessori, è il cosiddetto "Gene della Guerra". Secondo Vearn quindi, Dai, anche se era già molto potente prima con il suo stemma, solo ora che ne ha ereditato un altro da suo padre, e si ritrova oltre che ad averne due identici, i cosiddetti emblemi gemelli del drago Soryumon, che possono conferirgli poteri quasi illimitati, ed ha soprattutto con esso ha ereditato anche l'attivazione del Gene della Guerra che fino a quel momento era quiescente dentro il suo corpo, è divenuto un avversario veramente temibile potenzialmente in grado di sconfiggere persino lui.

### Popp
Popp (ポップ?, Poppu, Pop nella prima edizione italiana del manga e Daniel nell'edizione italiana dell'anime del 1991)
Doppiato da: Keiichi Nanba (serie 1991), Toshiyuki Toyonaga (serie 2020) (ed. giapponese), Ivo De Palma (serie 1991) (ed. italiana)
Allievo di Avan e migliore amico di Dai, è un mago. Inizialmente molto debole e, soprattutto, parecchio codardo. Migliora nel suo viaggio con Dai. Quando affronta Crocodyne, con Dai privo di sensi, per la prima volta tira fuori il suo coraggio e riesce a usare tutta la sua forza per salvare Brass invece di scappare e si dichiara pronto a morire per proteggere Dai.
È proprio il suo coraggio a spingere Crocodyne a cambiare, come dice quest'ultimo. Tende sempre ad essere vigliacco, ma quando deve proteggere i suoi amici e quando è con le spalle al muro tira fuori tutta la sua energia, riesce persino a impressionare Hadler per proteggere Maam, di cui è innamorato, ma in modo sofferto perché sa che quest'ultima ama già Hyunckel. Durante la serie si fa prendere dallo sconforto e dalla paura, ma riuscirà a raccogliere il coraggio e affrontare le situazioni, dimostrando la sua crescita e il suo cambiamento.
Dopo l'allenamento con Matoriv aumenta ancora la sua forza e sviluppa sempre di più i suoi poteri. Quando Baran in forma Dragonoide intende uccidere tutti gli amici di Dai, privo di memoria, per prenderlo con sé tranquillamente, Popp dona a Dai la sua fascia gialla per la fronte e usa su Baran la formula del sacrificio Megante (usata da Avan per cercare, invano, di uccidere Hadler), la sua tecnica è così potente che Baran si salva solo grazie all'inesperienza di quest'ultimo nell'eseguirla, altrimenti persino il cavaliere del drago nella sua forma più forte sarebbe morto. Leona tenta di salvarlo con una formula di resurrezione poco prima che sia troppo tardi, fallendo, ma Baran gli dona un po' del suo sangue (che rende immortale chiunque lo beve) e grazie alle sue mistiche proprietà e alla forza di volontà di Popp, quest'ultimo torna in vita e va avanti nella battaglia, diventando sempre più forte e superando sempre di più la sua vigliaccheria.
In seguito impara da Matoriv la sua formula magica finale, quella che unisce le più potenti tecniche di fuoco e ghiaccio simultaneamente, una mossa capace di annientare tutto ciò che colpisce. Acquisisce i poteri di un mago e di un chierico, e impara ad usare le forme più potenti delle magie di combattimento e di cura, incluse quelle di resurrezione, divenendo così un saggio, ma lui stesso preferisce, come il suo maestro, definirsi "mago supremo". Le sue capacità, oltre che dagli amici, vengono riconosciute infine dai suoi stessi nemici, tra i quali lo stesso Vearn e Killvearn, quest'ultimo, infatti, afferma che eliminare Popp per primo sarebbe fondamentale in quanto, in fatto di progressi compiuti rispetto all'inizio, Popp era migliorato persino più di Dai.
Il personaggio di Popp è considerato dagli autori un secondo protagonista, poiché è stato creato per permettere ai fan di immedesimarsi in lui, dato che Dai è un super-umano e quindi fuori dai parametri "umani". L'autore disse che Popp è il Crilin di Dragon Ball, un personaggio umano che durante la serie cercherà di crescere emotivamente e combattivamente («al giorno d'oggi, trovo che il personaggio al quale Popp può accostarsi di più è Usopp di One Piece»).

### Maam
Maam (マァム?, Maamu, Mara nell'edizione italiana dell'anime del 1991)
Doppiata da: Mīna Tominaga (serie 1991), Mikako Komatsu (serie 2020) (ed. giapponese), Alessandra Karpoff (serie 1991) (ed. italiana)
Figlia di Leya e Roka, è una sacerdotessa guerriera che ha aiutato Avan nella lotta contro Hadler. Ha passato molto tempo ad allenarsi con Avan ed è così divenuta un'esperta di incantesimi curativi, ma non è mai riuscita ad imparare con successo quelli offensivi, e così Avan le ha donato una pistola magica in grado di sparare incantesimi, la quale l'ha aiutata a compensare la sua mancanza in questa competenza. Quando l'arma viene distrutta, decide di passare a un'altra classe, quella della combattente, e decide di lasciare temporaneamente la squadra per allenarsi sotto Brokeena, noto come il dio delle arti marziali. Così Maam apprende una delle tecniche più avanzate, un pugno che provoca il degrado del corpo dell'avversario. Successivamente acquisisce un'arma trasformante che le consente di aumentare il potere distruttivo delle sue tecniche.

### Hyunckel
Hyunckel (ヒュンケル?, Hyunkeru, Nemesis nell'edizione italiana dell'anime del 1991)
Doppiato da: Hideyuki Hori (serie 1991), Yūki Kaji (serie 2020) (ed. giapponese), Alberto Sette (serie 1991) (ed. italiana)
Ragazzo ventunenne, i suoi genitori furono uccisi da alcuni mostri, tuttavia uno scheletro decise di accoglierlo e di allevarlo come un figlio. Quando Avan uccise Satana Hadler, Hyunckel trovò morto il padre adottivo e da quel momento cominciò a covare una profonda sete di vendetta nei suoi confronti, credendo che fosse stato Avan l'autore dell'omicidio. Così diventa il primo allievo di Avan, ma dopo aver ricevuto la laurea, tenta senza successo di uccidere il suo maestro con una tecnica di sua invenzione, il Bloody Scraid. Dopo essere stato sconfitto, viene trovato in fin di vita in un fiume da Mystvearn che lo fa allenare per farlo diventare il generale dell'esercito dei non morti, uno dei sei eserciti controllati da Satana Hadler e lo stesso Mystvearn. Dopo aver scoperto la verità, ovvero che fu Hadler ad uccidere il padre e non Avan, si unisce alla squadra di Dai per fermare il nemico comune. Originariamente faceva uso di una spada magica demoniaca che poteva trasformarsi in un'armatura (Amudo), ma questa si ruppe durante il duello contro Baran, e così decide di utilizzare al suo posto una lancia con le stesse identiche proprietà, utilizzando le tecniche della scuola di Avan tramite la lancia anziché la spada (la scuola di Avan è utilizzabile tramite sei armi differenti, non solo la spada). Hyunckel è in grado di utilizzare tutte le tecniche di base di Avan oltre al Demon Puppet Grab.

### Leona
Leona (レオナ?, Reona, Lilibeth nell'edizione italiana dell'anime del 1991)
Doppiata da: Aya Hisakawa (serie 1991), Saori Hayami (serie 2020) (ed. giapponese), Elisabetta Spinelli (serie 1991) (ed. italiana)
La principessa di Papnica, ha quattordici anni. Si allena per diventare una saggia ed esperta delle arti magiche. Il suo paese viene quasi distrutto dopo il ritorno di Hadler, da parte di Hyunckel, che successivamente perdona e lo "condanna" a diventare un "vero discepolo di Avan". Suo padre è scomparso e si presume che sia morto, lasciandole così il controllo della ricostruzione del suo regno, cercando di aiutare chi come lei lotta contro il re dei demoni. È amica di Dai, anche se nel corso della serie il giovane prode proverà qualcosa di più per lei. Leona è molto brava nel fare uso di incantesimi di tipo Mera e Hyado; tuttavia la sua specialità riguarda gli incantesimi di cura come Behoma, che usa efficacemente nella lotta contro Baran. Non è mai stata un'allieva di Avan, tuttavia, più avanti nella serie, diventa un membro ufficiale dei discepoli di Avan quando eredita il quinto segno di Avan dalla regina di Carl, Flora.

## Personaggi di supporto

### Avan the Genial III
Avan the Genial III (アバン?, Aban, Aban nella prima edizione italiana del manga)
Doppiato da: Hideyuki Tanaka (serie 1991), Takahiro Sakurai (serie 2020) (ed. giapponese), Claudio Moneta (serie 1991) (ed. italiana)
Originario del regno di Carl, discende da una famiglia di geniali studiosi. Fin da ragazzo celava le sue reali capacità nascondendosi dietro dei buffi occhiali e un atteggiamento mollaccione, solo l'allora principessa Flora era a conoscenza del suo reale talento come guerriero. Insieme a Roca, Leya, Matoriv e Brokeena formerà la squadra che combatterà l'esercito demoniaco di Satana Hadler. In un primo tempo non disponendo della forza necessaria utilizzò la formula del tempo congelato per fermare il demone rimanendo congelati entrambi nel tempo per un anno e per quel periodo il mondo ritrovò pace. Successivamente sviluppò e migliorò la sua tecnica di spada l'Avan Ryu Tosappo (tecnica di spada della scuola di Avan) e di conseguenza la sua tecnica mortale, l'Avan Strash con cui sconfisse Hadler.
Lasciato il mondo delle battaglie divenne un precettore di eroi. Come promesso al cavaliere infernale Bartos si prese cura di Hyunckel l'unico essere umano e sopravvissuto nel castello di Satana, addestrandolo come guerriero senza sapere che il bambino desiderava ucciderlo poiché lo riteneva l'assassino del padre adottivo. In seguito addestrò Maam donandole il Madan Gun di sua invenzione, e poi prese con sé Popp che decise di divenire suo allievo dopo che lo stesso Avan salvò il suo villaggio da un gruppo di briganti.
Un anno dopo venne chiamato dalla principessa Leona di Papnica con il compito di addestrare Dai. Avan rimane stupito dalla forza e dai progressi di Dai dato che in soli tre giorni riesce ad apprendere sia il fendente della terra che il fendente dell'onda, l'addestramento viene interrotto dopo tre giorni da Hadler, risorto dopo 15 anni con un corpo nuovo e più potente per vendicarsi di colui che l'aveva ucciso. La forza del demone è enorme e Avan sacrifica la sua vita con la formula Megante per ucciderlo ma senza riuscirvi e viene dato per morto. In realtà Avan non è stato distrutto, bensì è stato sbalzato fuori dall'isola dalla forza dell'incantesimo. A salvarlo è stato un medaglione magico che si sacrifica al posto del portatore regalatogli anni prima dalla principessa Flora.
Ritenendosi troppo debole e vergognandosi della sua sconfitta, Avan evitò di unirsi a Dai e Popp quando partirono, preferendo che questi ultimi affrontassero da soli i pericoli e migliorassero con la consapevolezza di poter contare solo su se stessi e senza appoggiarsi a lui, per poi sottoporsi a un severo e mortale addestramento nelle grotte malefiche dell'Haja, dove raggiungerà oltre centocinquanta piani inferiori, impresa cui nessun essere umano era mai stato in grado di avvicinarsi. Riapparirà poi nella battaglia finale sul palazzo di Vearn salvando Dai, Popp e Hadler dalla trappola mortale di Killvearn attirando le ire di quest'ultimo affrontandolo in un duello mortale e ricco di sleali trabocchetti. Grazie alle ceneri di Hadler depositate sul suo corpo, Avan sopravvive all'ultimo attacco di Killvearn riuscendo poi a decapitarlo. Assunte le sembianze della morte dell'esercito demoniaco, cercherà di scoprire la vera identità di Mystvearn fallendo. Dopo la sconfitta del Satana Vearn si sposerà con la Regina Flora e diventerà sovrano del regno di Carl.

### Gomechan
Gomechan (ゴメちゃん? Gome nella prima edizione italiana del manga e Dixie nell'edizione italiana dell'anime del 1991)
Doppiato da: Yumi Tōma (serie 1991), Ai Furihata (serie 2020) (ed. giapponese), Graziella Porta (serie 1991) (ed. italiana)
Gomechan è una creatura unica nel suo genere, si tratta di uno slime di metallo dorato (il suo nome infatti è l'abbreviazione di Golden Metal Slime). È il primo amico di Dai e farà dei piccoli miracoli nel corso di tutta la serie, aiutando Dai e i suoi amici. Alla fine viene svelato che Gomechan non è altri che un oggetto creato da Dio, in grado di esaudire i desideri ed aiutare le persone dal cuore puro.

### Crocodyne
Crocodyne (クロコダイン?, Kurokodain, Dracon nell'edizione italiana dell'anime del 1991)
Doppiato da: Banjō Ginga (serie 1991), Tomoaki Maeno (serie 2020) (ed. giapponese), Tony Fuochi (serie 1991) (ed. italiana)
Un enorme coccodrillo antropomorfo trentenne, in passato il generale dell'esercito dei cento animali. Dopo essere stato sconfitto dal lavoro di squadra di Dai e Popp, rimane impressionato dal coraggio di quest'ultimo e decide di unirsi alla squadra di Dai. Nonostante l'influenza di Satana Hadler in tutto il mondo, Crocodyne ha ancora molte bestie sotto il suo controllo e perciò è anche noto come il re degli animali. Utilizza un'arma potente chiamata Ascia di vuoto, che gli permette di lanciare Bagi, uno dei due incantesimo di vento. In seguito acquisisce un'ascia ancora più potente dal leggendario fabbro Lon Beruk quando la sua arma originale viene distrutta nel primo combattimento contro Vearn.

### Brass
Brass (ブラス?, Burasu, Nonno Ubaldo nell'edizione italiana dell'anime del 1991)
Doppiato da: Isamu Tanonaka (serie 1991), Ken'ichi Ogata (serie 2020) (ed. giapponese), Pietro Ubaldi (serie 1991) (ed. italiana)
Un vecchio mostro che funge da nonno adottivo di Dai. È un abile mago che fa uso delle magie contro i suoi nemici. Nel corso della storia, Zaboera riuscirà a controllare mettere sotto il suo controllo Brass, ma verrà poi salvato da Popp.

### Merle
Merle (メルル?, Meruru, Melanie nell'edizione italiana dell'anime del 1991)
Doppiata da: Chieko Nanba (serie 1991) (ed. giapponese), Yoshimi Ohara (serie 2020) (ed. giapponese)? (serie 1991) (ed. italiana)
È una dotatissima chiaroveggente che si innamorerà di Popp. Verso la fine della storia, protegge Popp e viene gravemente ferita quando viene attaccata da Zaboera, e quando si rende conto della sua morte, confessa i suoi sentimenti a Popp. Anche se tale sentimento non viene corrisposto, riesce a salvarsi grazie alla magia di Popp che la salva. Dopo la battaglia finale, ha intrapreso un viaggio con Popp e Maam.

### Nabara
Nabara (ナバラ?, Nabara)
Doppiata da: Hiroko Emori (serie 1991)  (ed. giapponese), Toma Shiota (serie 2020) (ed. giapponese)
Nonna di Merle, anche lei un'indovina. Merle viaggiava con lei prima di incontrare Dai e gli altri.

### Soala
Soala (ソアラ?, Soara, Diana nell'edizione italiana dell'anime del 1991)
Soala è la bellissima principessa del regno di Alkeed che si innamorò di Baran e la madre di Dai, da loro chiamato Dino. Il padre di lei considera Baran e Dai due abominevoli esseri che andavano uccisi in quanto potentissimi e soprattutto non umani. Baran si offre in sacrificio per salvare il figlio, che viene abbandonato in esilio, e quando i soldati del re attaccano Baran, con l'aura del drago disattivata apposta, lei si sacrifica mettendosi in mezzo. Era una donna gentile, voleva che Baran combattesse per la giustizia e la pace, ma dopo averla vista morire tra le sue braccia così per colpa degli uomini, Baran non poteva esaudire il suo desiderio e giurò che non avrebbe mai più protetto gli umani.

### Baduck
Baduck (バダック?, Badakku)
Doppiato da: Aruno Tahara (serie 1991), Yōhei Tadano (serie 2020)(ed. giapponese)
Un anziano spadaccino di Papnica, è la prima persona del regno che Dai, Popp e Maam incontrano dopo essere entrati nei suoi confini. Può sopportare una lotta decente nonostante la sua vecchiaia e la mancanza di abilità magiche, e ha anche un talento per creare oggetti utili ed è sorprendentemente bravo a riparare le armi magiche.

### Matoriv
Matoriv (マトリフ?, Makorivu)
Doppiato da: Shin Aomori (serie 1991), Kazuhiro Yamaji (serie 2020) (ed. giapponese)
Un vecchio stregone pervertito che combatté dalla parte di Avan nella guerra precedente. Successivamente ha lavorato come consigliere per il re di Papnica, ma ha trovato spiacevole il suo tempo lì perché i suoi colleghi lo hanno tormentato ripetutamente, cosa che ha attribuito alla gelosia delle sue capacità. Diventando disilluso dalle persone per il loro egoismo, lasciò l'incarico e decise di vivere in isolamento, prima che gli eroi lo incontrassero per la prima volta nella storia principale. A malincuore accetta di aiutare di nuovo gli eroi e allena Popp. Sarà per quest'ultimo un grande insegnante, cui trasmetterà tutte le sue tecniche più potenti e lo aiuterà a tirare fuori le sue potenzialità, facendogli capire che se riuscirà a combattere sempre con la concentrazione che dimostra nei casi più disperati, allora diventerà molto potente.

### Brokeena
Brokeena (ブロキーナ?, Burokina)
Doppiato da: Yū Mizushima
Maestro di arti marziali in congedo del regno di Romos, ha allenato Chu e Maam; in passato è stato anche compagno di Avan in battaglia. La sua età non gli permette di combattere a lungo, ma compensa questa mancanza con l'esperienza.

### Chu
Chu (チウ?, Chiu, Chiu nella prima edizione italiana del manga)
Doppiato da: Shun Horie (serie 2020) (ed. giapponese)
Grosso topo antropomorfo, allievo di arti marziali di Brokeena insieme a Maam, di cui è innamorato, cosa che porterà ad una rivalità con Popp. Con l'aiuto del Flauto del Re Bestia, i mostri che vengono evocati da lui lo servono come suoi compagni di squadra dopo che li ha sconfitti. Chu si è auto nominato capitano del commando del re delle bestie, un gruppo formato dai mostri Ursula, Drolly, Formichiele, Terry, Drack-Drack, Apecarl, Daigo, Spikey, Marillo, Gomechan e da Beast.

### Lon Beruk
Lon Beruk (ロン・ベルク?, Ronn Berukku, Ronn Berg nella prima edizione italiana del manga)
Doppiato da: Hiroki Toichi (serie 2020) (ed. giapponese)
Spadaccino e fabbro demoniaco che ha prodotto diverse armi per Vearn, tra cui le armature di Hyunckel e Larhart, e lo scettro di Vearn. 90 anni prima dell'inizio della storia, abbandonò l'esercito di Vearn e mentre lasciava il castello si fece volontariamente tagliare la faccia da Mystvearn, dandogli la sua cicatrice caratteristica. Appare nel mezzo del manga e inizia ad aiutare gli eroi nella lotta contro Vearn. Vive in una foresta vicino al villaggio di Lankirks. Deluso dall'incompetenza degli utilizzatori di armi, decise di non produrle più. Tuttavia, sorpreso dal potere di Dai, costruisce per lui la spada più potente del mondo e anche diverse armi per i suoi amici, in modo che trionfino in battaglia.

### Nova
Nova (ノヴァ?, Nova)
Doppiato da: Nobuhiko Okamoto (serie 2020) (ed. giapponese)
Spadaccino umano soprannominato "eroe del nord" ("prode guerriero del nord" nella prima edizione italiana del manga), originario del regno di Ringaia e figlio di un generale del regno. Pensa di essere un vero eroe e che Dai sia un impostore. Cambia idea rapidamente e Dai e i suoi amici rimangono colpiti dalla sua determinazione e volontà di sacrificarsi per salvare le persone dai demoni. Può rendere la sua Spada di Aura estremamente potente a costo della propria vita. Diverrà in seguito l'apprendista di Lon Beruk.

### Flora
Flora (フローラ?, Furōra)
Doppiata da: Rie Takahashi (serie 2020) (ed. giapponese)
Regina del regno di Carl e fidanzata segreta di Avan, una delle prime persone ad accorgersi del suo vero talento. Dopo la distruzione del suo regno, ha aspettato l'opportunità di contrattaccare con un fedele gruppo di soldati. Flora sa come usare tutti i tipi di armi come la spada o la frusta.

## Esercito demoniaco
L'esercito del signore delle tenebre Hadler è stato creato dal re delle tenebre Vearn per conquistare il mondo di superficie degli umani ed è diviso in sei diversi corpi per mantenere il controllo sul loro vasto numero. Ogni gruppo è concentrato sulla conquista, ad eccezione della legione mistica, che si dedica maggiormente a studi ed esperimenti per aiutare a portare avanti i piani del signore delle tenebre.

### Hadler
Hadler (ハドラー?, Hadorā, Satana Hadler nella prima edizione italiana del manga e Haddler nell'edizione italiana dell'anime del 1991)
Doppiato da: Takeshi Aono (serie 1991), Tomokazu Seki (serie 2020) (ed. giapponese), Mario Zucca (serie 1991) (ed. italiana)
Quindici anni prima era il capo supremo dell'esercito del Male e venne sconfitto da Avan, salvato però dai poteri del Grande Re Diavolo Vearn, che gli concesse un nuovo corpo più giovane e forte di prima, nominandolo comandante dell'esercito del Male. In linea con il suo titolo, Hadler mostra grande forza, velocità, resistenza, abilità di combattimento corpo a corpo e padronanza della magia, sufficienti per uccidere senza sforzo un drago con un solo pugno, entrare in aree protette dalla magia e lanciare incantesimi molto avanzati. È specializzato nella magia del fuoco, del calore e dell'esplosione, padroneggiando l'incantesimo di fuoco e esplosivo di livello più alto: il Kafrizz (il suo stesso evocatore di fuoco infernale) e Kaboom, così come l'incantesimo di calore di medio livello Sizzle. La sua arma principale sono i suoi Hell Claws, artigli estendibili che escono dalle nocche, abbastanza forti da fare a pezzi l'armatura di Hyunckel. Hadler come prima cosa va da Avan per lavare l'onta subita in passato e vince nonostante il sacrificio di questi. Viene però sconfitto da Dai con il potere del marchio del drago, che lascia senza parole Hadler che perde persino le braccia. Quando Hadler viene rigenerato da Vearn, una macchia nera verticale compare sul suo viso e il suo corpo e la sua magia sono più forti di prima. Affronta in battaglia Hyunckel, deciso a vendicare suo padre, e quest'ultimo trafigge i due cuori di Hadler. Quest'ultimo muore ma Mystvearn lo riporta in vita, e la macchia nera sul suo volto si estende e la sua forza aumenta ancora, e gli viene comunicato che non ha più diritto di scegliere tra vita e morte perché ogni volta che morirà rinascerà per mano di Mystvearn e Vearn sempre più forte e potente di prima. Tiene molto a non fare mai incontrare Baran e Dai, perché sa che Baran se vedesse il marchio comparire sulla fronte di Dai capirebbe che quest'ultimo è suo figlio e che lo vorrà al suo fianco. Hadler non riesce a lungo a tenere nascosto il segreto e Vearn proclama che se Baran porterà Dai dalla loro parte, allora Hadler verrà declassato e Baran prenderà il suo posto. Dai riesce a battere in una seconda battaglia il padre, più avanti quest'ultimo si schiera con il figlio e combatte Hadler. Nel combattimento si scopre che nel suo corpo c'è un nucleo nero, una bomba estremamente potente, Baran non riesce a disattivarla neanche con l'aura dragonica e questa salta in aria, facendo sacrificare Baran per il figlio Dai. Hadler, alla fine, assume un grande potere e diventa un Iper Demone, e affronta Dai nella sua ultima battaglia. Hadler vuole vincere ad ogni costo e usa persino la sua forza vitale per rialzarsi dopo la Folgore Incrociata di Avan usata da Dai e creare una lama potentissima, pur sapendo che per farlo morirà subito dopo il combattimento in quanto userà ogni energia vitale rimasta. Dai lo sconfigge unendo l'immenso potere del colpo di suo padre, il Gigabreak (formato dalla tecnica della spada magica con la formula Gigadein, versione suprema del Raiden) con la Folgore di Avan. Hadler è sconfitto definitivamente e si trasformerà presto in polvere, ma si complimenta con Dai e gli chiede di poter stringere la mano a colui che lo ha sconfitto. Dai accetta, ma Killvearn attiva una trappola attorno a lui, Dai e Popp, fatta di un fuoco infernale che non si placherà fino ad averli ridotti in cenere. Dai è esausto e tocca a Popp, anch'egli stanco, cercare di salvarli (neanche dall'esterno è possibile spegnere le fiamme). Popp non ha l'energia di emettere la formula congelante adatta ad aprire il varco ma, per un colpo di scena, Hadler stesso sprona Popp a combattere e lo aiuta nella formula, permettendogli di aprire il varco tra le fiamme attraverso le quali scaglia Dai che si salva. Popp, esitando ad unirsi a Dai nella fuga per pietà verso Hadler, non ha energie per uscire e si trova quasi privo di sensi. Hadler a questo punto fa qualcosa di impensabile: si mette a scudo di Popp e inizia a pregare il Dio degli uomini perché salvi la vita del ragazzo. Di colpo, però, giunge incredibilmente Avan che con una barriera magica salva entrambi dalle fiamme, rivelando che si era salvato grazie ad un amuleto. Kilvearn, invisibile, cerca di uccidere Avan alle spalle, ma Haddler con gli artigli trapassa il suo corpo e salva Avan, che ringrazia profondamente Haddler per ciò che ha fatto, riconoscendo che nonostante le enormi atrocità fatte alla fine anche lui ha saputo fare del bene proteggendo i suoi discepoli, Hadler sorride con ironia e muore tra le braccia del suo acerrimo nemico. Popp afferma che nonostante la sua malvagità, nei suoi ultimi istanti di vita Hadler si è comportato da vero amico con lui e con Dai. Avan, poi, parlando con Killvearn, rivela il disprezzo che nutre per quest'ultimo perché in tutto il male compiuto, Hadler non si era mai nascosto nell'ombra e aveva commesso ogni atto di crudeltà di persona, sporcandosi le mani e quindi seguendo una sorta di codice d'onore, mentre Killvearn utilizza trappole e sotterfugi, con trucchi e scorrettezze, stando sempre lontano dal campo di battaglia e deridendo gli sforzi altrui di combattere le sue trame da lontano.

### Vearn
Vearn (バーン?, Bān)
Doppiato da: Kenji Utsumi (serie 1991), Takaya Hashi (serie 2020), Takehito Koyasu (vera forma, serie 2020)
Il re delle tenebre, è il capo supremo dell'esercito dei demoni e il principale antagonista della serie. Egli non è mai visto direttamente fino a metà della serie, apparendo solo dietro un velo, nell'ombra o parlando ai sottoposti tramite simboli demoniaci. Vearn odia che gli dei abbiano dato agli umani il mondo di superficie per vivere mentre i demoni devono vivere senza il sole. Quindi il suo obiettivo è spazzare via la superficie usando un campo di esplosione esagonale del Nucleo Nero per liberare il mondo dagli umani e allo stesso tempo dare il sole ai demoni. Verso la fine del manga, è stato rivelato che per raggiungere l'immortalità, Vearn ha separato il suo corpo in due parti. Il corpo che controlla direttamente conserva l'intelligenza e il potere magico, mentre il corpo che è stato dato a Myst ha mantenuto la sua forza fisica. Il secondo corpo è diventato Mystvearn. Vearn ha usato il suo grande potere magico per usare l'incantesimo di Frozen Time su Mystvearn. Poiché Myst è un caso unico di essere in grado di manipolare un corpo che è influenzato da quell'incantesimo, il corpo di Mystvearn ha effettivamente acquisito l'immortalità, mentre il corpo di Vearn, pur crescendo in intelligenza e potere magico, ha continuato ad invecchiare. Dopo essere stato sconfitto da Dai, Vearn decise di ripristinare il suo corpo originale e divenne più potente che mai. Fu nuovamente sconfitto con grande difficoltà da Dai e trasformato in pietra. Vearn ha la capacità di lanciare quasi ogni tipo di magia disponibile, incluso uno dei suoi tipi più forti: la magia di tipo Mera (la sua Mera è più forte del Kafrizzle di Popp). Poiché Vearn può anche lanciare incantesimi curativi, è considerato una classe Saggio, una delle classi più elevate di maghi. Vearn dispone anche del bastone conferitogli da Lon Beruk, il Bastone della Luce Demoniaca, che assorbe il potere magico del suo possessore trasformandolo in attacco, sebbene ne consumi il potere a un ritmo immenso. Gli attacchi più potenti di Vearn sono un Kafrizzle a forma di fenice, Kaiser Phoenix, un colpo di tacco del palmo con touki che può respingere o riflettere attacchi e incantesimi chiamato Phoenix Wing, una mano di touki che è affilata e mortale come la spada di Dai, chiamata Calamity End, un muro di energia impetuosa creato dal suo bastone o dalla sua mano nuda chiamato Calamity Wall, e infine, il Tenchimato, una contromossa definitiva che scatena Kaiser Phoenix, Phoenix Wing e Calamity End simultaneamente. Come sua carta vincente, strappando il suo terzo occhio noto come Kigan, Vearn può trasformarsi in un mostro gigante chiamato Kiganou, permettendo al suo potere di rivaleggiare con la forma Dragonoide di Dai, ma poiché il Kigan è la fonte della sua magia, in questo stato Vearn perde la capacità di lanciare incantesimi, oltre a non essere in grado di tornare al suo sé normale.

### Flazzard
Flazzard (フレイザード?, Fureizādo, Raven nell'edizione italiana dell'anime del 1991)
Doppiato da: Ken Yamaguchi (serie 1991), Tōru Nara (serie 2020) (ed. giapponese), Enrico Bertorelli (serie 1991) (ed. italiana)
Un mostro con metà corpo di ghiaccio e metà di fiamma creato dallo stesso Hadler mediante l'uso della formula proibita, è il comandante della legione ghiacciofiamma (il corpo dei mostri di roccia, ghiaccio e fuoco). Flazzard si preoccupa solo della gloria e della vittoria, facendo di tutto per ottenerle e non si interessa a lotte leali. Poiché è stato creato e non è nato come gli altri esseri, prende a vivere sul momento poiché sente che una lunga vita senza gloria non abbia senso. Quando Dai spezza il suo cuore, che serve a tenere unite le metà di fuoco e ghiaccio, e Popp scioglie la metà ghiacciata con un incantesimo di fuoco, Mystvearn gli offre di trasferire l'essenza della sua metà di fuoco, l'unica rimasta, nell'armatura più potente del suo esercito. Flazzard ottiene così un'armatura migliore di quella di Hyunckel e una potenza superiore a quella di Crocodyne, ma viene ridotto a brandelli dall'Avan Strash perfezionata di Dai. Viene ucciso definitivamente da Mystvearn, il quale schiaccia l'unica parte integra rimasta del suo corpo, l'occhio, dopo non essere riuscito a sconfiggere Dai.

### Zaboera
Zaboera (ザボエラ? Zorax nell'edizione italiana dell'anime del 1991)
Doppiato da: Naoki Tatsuta (serie 1991), Mitsuo Iwata (serie 2020) (ed. giapponese), Antonio Paiola (serie 1991) (ed. italiana)
Comandante della legione mistica, diventerà successivamente l'assistente delle truppe guidate da Mystvearn. È un demone stregone e alchimista di 890 anni, definito da Hadler come un uomo molto astuto, crudele e vigile. Fa uso di centinaia di veleni che possono essere liberamente miscelati nel corpo, i quali una volta iniettati nel corpo dell'avversario attraverso le unghie, possono paralizzare o manipolare il proprio nemico. Si nasconde nell'ombra e rivendica i risultati di chiunque come suoi se questo aiuta a portare avanti i suoi piani. Può lanciare Thwack, che può causare la morte istantanea a un gruppo di avversari, e Morph, che può assumere la forma di chiunque. Ha anche diversi arsenali legati al veleno. Dopo essere stato sconfitto in una delle ultime battaglie della serie, supplicherà perdono e chiederà a Crocodyne di aiutarlo ad andarsene e quando quest'ultimo gli offre la mano per aiutarlo ad alzarsi, Zaboera intende avvelenarlo per prendere il controllo sul suo corpo e tentare di riottenere il potere perduto, ma Crocodyne non si lascia ingannare e gli fa cadere addosso la propria ascia da guerra, bloccandolo a terra per poi distruggerlo definitivamente col suo colpo più potente. Crocodyne afferma che Zaboera, col suo potere e la sua intelligenza, se avesse avuto più ambizione personale e si fosse meno prestato a sotterfugi e trucchi, sarebbe stato un uomo migliore e con un potere immensamente superiore a quello che aveva raggiunto.

### Baran
Baran (バラン? Baron nell'edizione italiana dell'anime del 1991)
Doppiato da: Unshō Ishizuka (serie 1991), Shō Hayami (serie 2020) (ed. giapponese), Marco Balzarotti (serie 1991) (ed. italiana)
Il leggendario Cavaliere del Drago e il padre biologico di Dai. Da giovane adulto, più o meno quando Haddler combatté Avan, dovette affrontare il potentissimo re drago degli abissi conosciuto con il nome di Velzar, un drago potentissimo, che Baran riuscì a vincere (non a distruggerlo però, il suo spirito fu imprigionato nella pietra dalle fate del mondo celeste). Dopo il combattimento, Baran era esausto, venne aiutato e curato da una donna, la principessa Soala di Alkeed. I due si innamorano e danno alla luce un figlio, Dino, ma il padre di Soala, il re, pensa, come tanti altri, che Baran essendo una creatura potentissima, per di più non umana ma un Cavaliere del Drago, sia solo un mostro pericoloso e che Dino sia soltanto un abominio e che entrambi devono morire. Baran offre la sua vita in cambio della salvezza del figlio, viene legato e gli puntano contro dei colpi di fuoco, Baran senza usare l'aura del drago come scudo sarebbe morto sul colpo, ma l'amata Soala si mette in mezzo per proteggere Baran e muore al suo posto. Il padre insulta la figlia perché sacrificatasi per proteggere un mostro, Baran, furioso come non mai, uccide tutti i presenti senza pietà per vendicare la donna amata. Soala voleva che Baran non portasse rancore e combattesse per proteggere l'umanità e il figlio, ma Baran, con Dino scomparso senza che sapesse dove e con la morte della moglie, non può perdonare gli uomini per quello che hanno fatto alla sua famiglia e non potrà mai e poi mai difenderli dopo quel che è successo. Oltre a questo Baran conosceva la sofferenza della solitudine perché un cavaliere del drago quando manifesta i suoi poteri, anche se aiuta gli uomini, questi ultimi restano soltanto spaventati dalla sua forza e dal fatto che non sia umano e il cavaliere finisce così emarginato perché tutti temono la sua forza. Il Grande Re Diavolo Vearn, invece, lo accetta per ciò che è e lo rispetta, per questo Baran diventa un generale del suo esercito, comandante dei Draghi. Baran è il più potente generale dell'esercito e dotato anche dei sottoposti più forti, quando viene a sapere che Dai ha il simbolo del drago, si infuria a morte con Hadler che gli aveva sempre tenuto nascosto i poteri di Dai, prende l'iniziativa e insulta Hadler, andando personalmente da Dai, rivelandogli di essere suo padre. Dai non vuole seguirlo e sterminare gli umani, così lo affronta, ma non c'è partita e nonostante l'aiuto di Crocodyne, Baran è troppo superiore e cancella a Dai la memoria. Più avanti Baran torna a riprendersi il figlio ancora privo di memoria, ma Popp e gli amici fanno di tutto per impedirglielo, tanto da farlo infuriare e trasformare nella forma Dragonoide (forma che lo fa assomigliare a un mezzo uomo e mezzo drago, e il suo sangue da rosso diventa blu). Popp dona a Dai la sua fascia gialla che portava sempre alla fronte, e decide di giocarsi il tutto per tutto utilizzando il potente sortilegio di autodistruzione Megante. Popp riesce a usarlo ma Baran si salva, anche se per stessa ammissione di Baran, il Megante usato da Popp era talmente potente che lui si è salvato solo grazie all'inesperienza di quest'ultimo. Alla fine Dai recupera la memoria e affronta Baran usando i poteri di mezzosangue e manipolando il marchio del drago riesce a vincere Baran con un Avan Strash potenziato dal potere del drago e scagliata con la spada magica di Hyunckel avvolta dall'aura dragonica (una spada che non sia potentissima e particolare non può sopportare l'aura dragonica e si frantuma in mille pezzi). Il colpo è così potente che la spada di Hyunckel si frantuma per sempre. Baran è sconfitto, più avanti però si unirà al figlio e affronterà Hadler, pur essendo decisamente superiore, scopre che nel corpo di Hadler c'è un nucleo nero, una bomba estremamente potente capace di distruggere qualsiasi cosa, Baran fa da scudo umano al figlio vicino a lui usando anche il Doruora sulla sfera, muore tra le braccia del figlio e gli dona la sua spada del drago e i suoi poteri, facendo avere a Dai due marchi del drago sulle mani. Baran può anche usare il Giga Break (una mossa potente che utilizza l'incantesimo elettrico definitivo, Kazap, e la sua spada leggendaria, la Demon Dragon Blade), la magia di tipo Zap e l'aura del drago. L'incantesimo definitivo di Baran è Doruora. Questo incantesimo canalizza l'aura del drago in un'esplosione di cannone che può annientare un intero paese e può essere usato solo nella sua forma Dragonoide.

### Mystvearn
Mystvearn (ミストバーン?, Misutobān, Elios nell'edizione italiana dell'anime del 1991)
Doppiato da: Keiichi Nanba (serie 1991), Takehito Koyasu (serie 2020) (ed. giapponese), Toshio Forukawa (vera forma, serie 2020) (ed. giapponese), Oliviero Corbetta (serie 1991) (ed. italiana)
Un misterioso, impenetrabile e inquietante essere oscuro che nonostante sia solo un comandante di corpo d'armata come gli altri, nello specifico della legione ombra (il corpo degli spiriti oscuri, fantasmi, ombre, armature animate), sembra però possedere delle capacità che vanno molto oltre quelle di tutti gli altri, Hadler compreso, ed essere strettamente legato a Vearn in persona e custodirne i segreti (è il suo unico amico o comunque consigliere e più antico servitore). Il suo intero stile di combattimento si basa sulla manipolazione dell'energia oscura. In uno dei colpi di scena verso la fine del manga viene rivelato che Myst-Vearn è davvero un essere fantasma che abita metà del corpo di Vearn mentre allo stesso tempo lo protegge. Sebbene non abbia capacità di combattimento fisico di alcun tipo nella sua vera forma, ha la capacità di possedere chiunque e trasformarlo nel suo burattino. È forse una delle creature più antiche esistenti. È stato ucciso nel corpo di Hyunckel da quest'ultimo durante un tentativo di possederlo.

### Killvearn
Killvearn (キルバーン?, Kirubān, Daimon nell'edizione italiana dell'anime del 1991)
Doppiato da: Hideyuki Tanaka (serie 1991) (ed. giapponese), Hiroyuki Yoshino (serie 2020) (ed. giapponese), ? (serie 1991) (ed. italiana)
Detto "La Morte" nella prima edizione italiana del manga, è il sicario personale di Vearn che non è a capo di nessun corpo d'armata, ma si occupa solo di eliminare direttamente qualunque figura Vearn gli ordina ritenendola un ostacolo per il suo progetto, ma anche lui sembra custodire degli oscuri segreti ed è il secondo più vecchio collaboratore di Vearn dopo Mystvearn e pare proprio che questi due si conoscano da tempi immemori e siano, a loro modo, "amici". Si accompagna quasi sempre con un inquietante piccolo folletto o elfo, monocolo stregone aiutante, che di solito si appoggia sulla sua spalla, chiamato Piroro (ピロロ?, Piroro). Il suo modus operandi si basa sul tendere imboscate ai suoi bersagli con trappole magiche, sia per ucciderli, sia per immobilizzarli abbastanza da permettergli di sferrare il colpo finale. Alla fine viene rivelato che stava effettivamente lavorando per il rivale di Vearn, Velzar. Il suo compito era uccidere Vearn se si fosse presentata una buona opportunità. Si è anche scoperto che Killvearn è solo un robot controllato di Piroro e che dietro la sua maschera c'è un nucleo oscuro. Piroro è stato ucciso da Maam, mentre il robot è stato distrutto nell'esplosione del nucleo oscuro innescata da Piroro.

### Zamza
Zamza (ザムザ?, Zamuza)
Doppiato da: Akio Suyama (serie 2020) (ed. giapponese)
Figlio di Zaboera e membro della legione mistica. Condivide molti tratti con suo padre, come lui è arrogante e gli piace manipolare gli altri. Tuttavia Zaboera ha ammesso apertamente di considerarlo solo uno strumento, e Zamza desidera profondamente essere lodato da suo padre. Ad un certo punto, è stato inviato nel regno di Romos e ha manipolato il re per tenere il torneo di arti marziali in modo che potesse combattere i partecipanti nella sua forma di iperdemone per raccogliere i dati di battaglia. Dopo la fine del torneo, Zaboera imprigionò i gladiatori nella sua prigione vivente. Si è poi trasformato in un mostruoso iperdemone e combatte Dai, divorandolo dopo averlo sconfitto. Ma Maam riesce a sfondare la prigione e ferire Zamza curandolo eccessivamente facendogli vomitare Dai. Vedendo questo, Dai usa la sua spada per ferire mortalmente Zamza. Dopo aver trasmesso i dati di battaglia a Zaboera, Zamza si disintegra mentre dice agli eroi che un giorno sarebbero stati sconfitti da un iperdemone perfezionato.

### Maximum
Maximum (マキシマム?, Makishimamu)
Doppiato da: Tesshō Genda (serie 2020) (ed. giapponese)
Guerriero re creato da un pezzo degli scacchi composto da oricalco, non fa parte delle guardie di Hadler, essendo invece a capo delle guardie del palazzo di Vearn. Ha alle sue dipendenze le dieci pedine che non furono date ad Hadler. Spavaldo, borioso e vanaglorioso; si affida esclusivamente ai suoi poteri per valutare la forza dell'avversario. Viene sconfitto da Hyunckel ed eliminato da Larhart.

### Goroa
Goroa (ゴロア?)
Doppiato da: Yasuhiro Takato (serie 2020) (ed. giapponese)
Un mostro dalla pelle rosso carminio incaricato di fare il guardiano del reattore a potere oscuro, la macchina che attinge il potere da Vearn per emanarlo in tutto il suo palazzo. La sua pancia grossa e rotonda è un tamburo che se colpito crea onde gravitazionali, atte a placare il reattore e ad aumentare il peso agente sulle sue vittime.

### Cavalieri di Draghi di Baran
I fedeli subordinati di Baran. Sono estremamente leali al loro comandante e condividono il suo odio per l'umanità. Si dice che siano forti quanto i sei generali dell'Armata Demoniaca. Nella prima edizione italiana del manga sono chiamati Guerrieri Dragoni.
- Larhart (ラーハルト?, Rahruto): figlio di un demone e di un'umana e capo della divisione terrestre delle truppe di Baran. Combatte usando un Amudo a forma di lancia, delle stesse proprietà di quella di Hyunckel. Viene sconfitto da Hyunckel e gli dona la sua armatura e la sua lancia prima di morire; in seguito resuscita grazie al sangue di Baran e si unisce agli umani in modo da proteggere Dai e rispettare le ultime volontà di Baran. È doppiato da Akira Ishida (serie 2020).
- Galdandy (ガルダンディ?, Garudandei): uomo uccello e capo della divisione aerea delle truppe di Baran, viene eliminato in battaglia da Popp. La sua tecnica speciale consiste nel lanciare le proprie piume come coltelli contro gli avversari, privandoli così del loro potere magico e della loro forza fisica. È doppiato da Subaru Kimura (serie 2020).
- Borahorn (ボラホーン?, Borahorn): uomo tricheco e capo della divisione marina delle truppe di Baran, viene sconfitto da Hyunckel ed eliminato da Larhart, disgustato dalla sua slealtà. La sua tecnica consiste nello schiacciare i suoi avversari combinando la sua forza mostruosa con il respiro gelido. È doppiato da Kengi Sugimura (serie 2020).

### Guardia Reale di Hadler
Le guardie del corpo personali di Hadler, che li ha creati da pezzi degli scacchi composti di oricalco (una sostanza resistente alla magia e che può essere danneggiata solo da qualcosa fatto anch'esso di oricalco o da colpi estremamente potenti). Servono come sostituti per i leader sconfitti delle sei legioni. Dal momento che sono stati creati come Flazzard, per sconfiggerli occorre distruggere il loro nucleo, che si trova nel petto a sinistra, proprio come il cuore di un umano. Ognuno è basato su un pezzo diverso degli scacchi ad eccezione del re, che è rappresentato dallo stesso Hadlar. Nella prima edizione italiana del manga sono chiamati Cavalieri guardiani.
- Hym (ヒム?, Imu): guerriero pedone, dal momento che è stato creato da un pezzo di pedone capisce perfettamente che ci sarà sempre qualcuno migliore di lui. Come il resto dei cavalieri, combatte lealmente e loda i degni combattenti. Per lo più sembra vivere secondo il concetto di "occhio per occhio" poiché ha detto che non sarebbe stato soddisfatto fino a quando non avesse praticato un buco nella fronte di Hyunckel come questi aveva procurato un buco nella sua. Si è tagliato il braccio dopo che è stato danneggiato poiché credeva che sarebbe diventato una distrazione durante un combattimento, e ha dimostrato di essere una testa calda che si perde nella foga della battaglia e non vuole fermarsi anche se combattere non è il suo obiettivo principale. È un esperto di incantesimi fuoco, ma li usa solo per aumentare la potenza dei suoi pugni. Nella parte finale della storia, Hym scopre di essere in realtà la reincarnazione del suo maestro, acquisendo i capelli d'argento di Hadler e la capacità di generare Touki come un essere organico. Sconfitto da Hyunckel, viene risparmiato e passerà dalla parte di Dai e i suoi compagni. È doppiato da Shinichiro Miki (serie 2020).
- Sigma (シグマ?, Shiguma): guerriero cavallo, ha lo Specchio di Shahal sul petto. Questo oggetto può respingere gli incantesimi nemici e può anche essere utilizzato come scudo. Grazia alle sue gambe di cavallo ha la velocità e la capacità di salto più elevate del gruppo, il che gli consente anche di eseguire un doppio salto in otto direzioni qualsiasi. Attacca usando una lancia. È anche molto perspicace al punto da sottolineare il difetto in ogni azione che qualcuno potrebbe intraprendere contro Hadler. Sigma è stato ucciso da Popp. È doppiato da Chikahiro Kobayashi (serie 2020).
- Fenbren (フェンブレン?, Fenburen): guerriero alfiere, si definisce il cacciatore perfetto perché il suo corpo è composto da otto sezioni affilate. Ha imparato tutti gli incantesimi di tipo vento. È diverso dal resto dei cavalieri poiché egli stesso ha affermato di essere crudele in battaglia. Può anche usare le braccia della spada per scavare un tunnel sottoterra per evitare attacchi. Ha perso gli occhi quando Baran lo ha attaccato, ma in seguito ha acquisito la capacità di percepire dove sono i suoi nemici e altri oggetti di oricalco. Fu tagliato a metà da Dai mentre faceva la guardia alla porta sottomarina del Signore dei Demoni. È doppiato da Kōji Yusa (serie 2020).
- Block (ブロック?, Burokku): guerriero torre, è il più forte fisicamente del gruppo, con una forza che supera quella di Crocodyne, non riesce a parlare pienamente quindi si affida agli altri per parlare al suo posto. Per proteggere i suoi compagni cavalieri si gettò su di loro per proteggerli un potente attacco magico. La sua unica tecnica deriva dalla mossa di arrocco negli scacchi che lo fa dividere in due rivelando un corpo più umano al di sotto che può cambiare rapidamente posizione con il re (Hadler). L'unica volta che ha usato questa mossa è stato per salvare Hadler da Vearn prima di trasportare lui e i suoi compagni cavalieri al sicuro, ma non prima di aver detto le sue prime e ultime parole, raccomandando ai suoi compagni di prendersi cura di Hadler. È doppiato da Tokuyoshi Kawashima  (serie 2020).
- Albinass (アルビナス?, Arubinassu, Alvinass nella prima edizione italiana del manga): guerriera regina, è lei che coordina gli attacchi del gruppo, agendo come la voce della ragione e ricordando loro che combattono per Hadler. Sebbene sia considerata l'unica donna del gruppo, ha affermato che i membri del gruppo non hanno sesso e che ognuno è potente a modo suo. Tratta ogni battaglia come una partita a scacchi, arrivando a chiamare i combattenti "pedoni". Attacca usando degli aghi difficili da schivare poiché coprono un'area molto vasta; l'unico difetto è che Albinass non può muoversi quando li usa. Normalmente tiene le braccia e le gambe sigillate sotto il mantello metallico, ma quando le usa la sua velocità e forza aumentano notevolmente. Inoltre, con le braccia non sigillate, usa la sua magia in una palla compressa per attacchi più precisi al posto del suo attacco con ago normalmente ad ampio raggio. La sua lealtà verso Hadler non è seconda a nessuno, al punto da essere scambiata per devozione amorevole. Viene uccisa da Maam. È doppiata da Yukari Tamura (serie 2020).